# カール・ワイス
カール・オースティン・ワイス（Carl Austin Weiss, 1906年12月6日 - 1935年9月8日）は、ルイジアナ州の医者。1935年9月8日に義父の政敵であった政治家ヒューイ・ロングを銃撃し、その場で射殺される（ヒューイ・ロング暗殺事件）。

## 人物
ルイジアナ州バトンルージュ生まれ。父親はババリア（バイエルン）からの移民。1925年にルイジアナ州立大学で学士を取得。その後オーストリアのウィーンで大学院生活を過ごした後、ニューヨーク市の病院に研修生として来る。
1932年にはルイジアナ・メディカル・ソサエシティの理事になり、1933年にはキワニス・クラブの一員になる。

## ヒューイ・ロング暗殺
1935年9月8日、義父・ベンジャミン・ペイリーの政敵であるヒューイ・ロングをルイジアナ州会議事堂で銃撃し、致命傷を負わせる（ヒューイ・ロング暗殺事件）。その際ロングのボディーガード達に応射され、62発被弾して、すぐに射殺された。遺された家族のうち、妻と他の家族は彼の罪を受け入れたが、ワイスの両親は若き頃の幸せそうな彼の姿からみて彼がそのようなことをする人間ではないと思い罪を受け入れなかった。ロングも2日後の9月10日に死去した。